# Dan Cruickshank

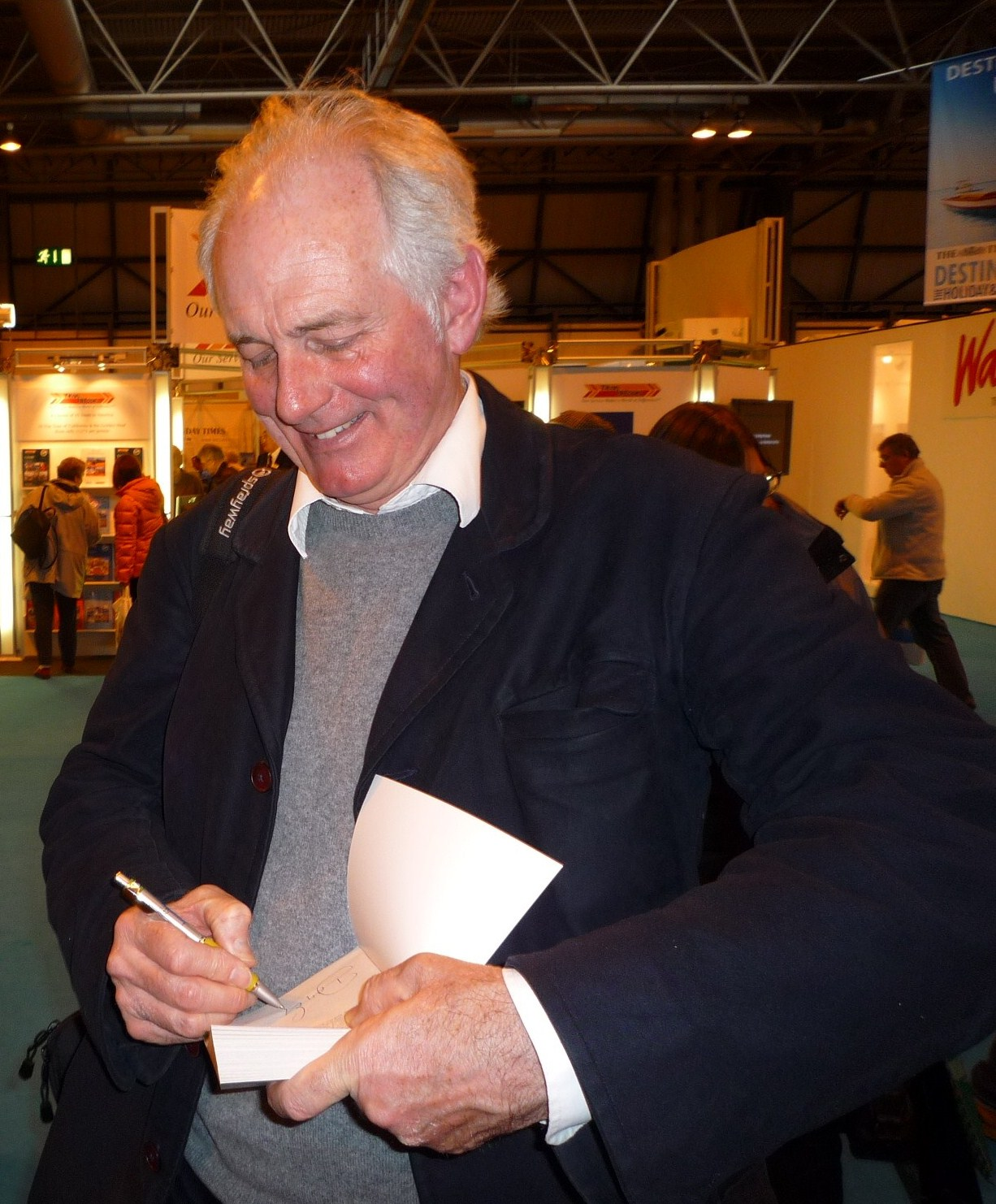
Dan Cruickshank

Dan Cruickshank  (26 augustus 1949)  is een Brits presentator, schrijver en mediapersoonlijkheid.
Hij is vooral bekend door zijn reisprogramma Around the world in 80 treasures, dat in 2006 op Canvas te zien was. Verder presenteerde hij onder andere Invasion, The house detectives en Towering Ambitions: Dan Cruickshank at Ground Zero.